# Dickschwanzspitzmäuse
Die Dickschwanzspitzmäuse (Suncus) sind eine Säugetiergattung aus der Familie der Spitzmäuse (Soricidae). Die knapp 20 Arten dieser Gattung sind in Eurasien und Afrika verbreitet, zu den bekanntesten Arten zählen die Moschusspitzmaus und die Etruskerspitzmaus, die – zusammen mit der Schweinsnasenfledermaus – als kleinstes Säugetier überhaupt gilt.

## Merkmale
Zu dieser Gattung zählen sowohl einige der größten als auch die kleinste Spitzmausart, dementsprechend schwanken ihre Kopfrumpflängen zwischen 35 und 150 Millimeter, ihre Schwanzlängen zwischen 25 und 100 Millimetern und ihr Gewicht zwischen 2,5 und über 100 Gramm. Ihr Fell ist kurz und weich, es ist meist grau oder braun gefärbt. Der Schwanz ist mit langen Haaren versehen. Viele Arten sondern ein moschusartiges Sekret durch Drüsen an ihren Flanken ab.

## Verbreitung und Lebensraum
Das Verbreitungsgebiet dieser Gattung umfasst das südliche Europa, die südlichen und südöstlichen Teile Asiens sowie Afrika. Sie finden sich meist in Wäldern, kommen aber auch auf Feldern und anderen kultivierten Flächen und in menschlichen Siedlungen vor.

## Lebensweise
Dickschwanzspitzmäuse sind eher nachtaktiv und führen meist eine einzelgängerische Lebensweise, wenngleich sie sich zur Fortpflanzung und Jungenaufzucht manchmal zu Paaren zusammenschließen. Die Nahrung dieser Tiere besteht hauptsächlich aus Insekten, daneben nehmen sie aber auch Regenwürmer und andere Wirbellose zu sich. Manchmal verzehren sie auch Mehl, Brot und andere vom Menschen gelagerte Nahrungsmittel.

## Fortpflanzung
Die Fortpflanzung ist bei vielen Arten kaum erforscht. Nach einer rund 27- bis 30-tägigen Tragzeit bringt das Weibchen zwei bis acht Jungtiere zur Welt. Diese werden nach 17 bis 20 Tagen entwöhnt und können mit eineinhalb Monaten ausgewachsen und geschlechtsreif sein. Die Lebenserwartung ist kurz, in menschlicher Obhut beträgt sie 1,5 bis 2,5 Jahre.

## Gefährdung
Die Moschusspitzmaus hat als Kulturfolger ihr Verbreitungsgebiet ausdehnen können. Die meisten Arten sind von der IUCN als „nicht gefährdet“ (least concern) gelistet.

## Die Arten
- Die Taita-Zwergspitzmaus (Suncus aequatorius) lebt im zentralen Afrika. Die Art gilt als stark gefährdet (endangered).
- Die Day-Spitzmaus (Suncus dayi) bewohnt das südliche Indien und gilt als stark gefährdet (endangered).
- Die Etruskerspitzmaus (Suncus etruscus) gilt – zusammen mit der Schweinsnasenfledermaus – als das kleinste Säugetier überhaupt. Sie lebt in Südeuropa, Nordafrika und Südasien.
- Suncus fellowesgordoni ist auf Sri Lanka endemisch. Die IUCN führt die Art als stark gefährdet (endangered).
- Die Borneo-Wimperspitzmaus (Suncus hosei) kommt nur auf Borneo vor.
- Die Hutu-Tutsi Zwergspitzmaus (Suncus hututsi) ist bisher nur aus Burundi und dem Süden von Uganda bekannt.[1]
- Kleinere Zwergspitzmaus (Suncus infinitesimus) lebt im mittleren und südlichen Afrika.
- Größere Zwergspitzmaus (Suncus lixus) ist von der Demokratischen Republik Kongo und Kenia bis Südafrika verbreitet.
- Suncus madagascariensis lebt auf Madagaskar.
- Suncus malayanus bewohnt die Malaiische Halbinsel.
- Kletter-Zwergspitzmaus (Suncus megalura) (früher in die Gattung Sylvisorex eingeordnet) ist in weiten Teilen Afrikas südlich der Sahara verbreitet.
- Suncus mertensi ist auf der indonesischen Insel Flores endemisch. Die Art gilt als stark gefährdet (endangered).
- Suncus montanus ist auf Sri Lanka endemisch und gilt als gefährdet (vulnerable).
- Die Moschusspitzmaus (S. murinus), eine der größten Arten, ist über weite Teile Afrikas und Asiens verbreitet.
- Remys Zwergspitzmaus (Suncus remyi) bewohnt ein kleines Gebiet in Gabun. Die Art wurde nach ihrer Erstbeschreibung 1965 jahrzehntelang nicht gesehen und galt als verschollen, bevor sie wiederentdeckt wurde.
- Suncus stoliczkanus ist in Pakistan, Indien und Nepal verbreitet.
- Die Zierliche Zwergspitzmaus (Suncus varilla) ist von Nigeria und Tansania bis Südafrika beheimatet.
- Suncus zeylanicus ist auf Sri Lanka endemisch und gilt als stark gefährdet (endangered).

Die ursprünglich ebenfalls zu den Dickschwanzspitzmäusen zählende Kinabalu-Moschusspitzmaus (P. ater) wurde im Jahr 2022 aufgrund molekulargenetischer Daten in die Gattung Palawanosorex verschoben.